# Juan Arremón
Juan Pedro Arremón (8. februar 1899 – 15. juni 1979) var en uruguayansk fodboldspiller (angriber) og -træner, og olympisk guldvinder med Uruguays landshold.
Han spillede mellem 1923 og 1929 14 kampe og scorede ét mål for det uruguayanske landshold. Han var med på holdet der vandt guld ved OL i 1928 i Amsterdam.
Arremón spillede på klubplan for Peñarol i hjemlandet. Denne klub var han også træner for efter sit karrierestop.